# Olav Basoski
Olav Basoski (Haarlem, 14 oktober 1968) is een Nederlandse dj-producer die housemuziek maakt. Hij is vooral bekend van platen als Windows (1991), Don't Turn Your Back on Me (1993), Opium Scumbagz (2000) en Waterman (2005).

## Biografie
Basoski is afkomstig uit een muzikale familie en speelde als kind viool en piano. In de jaren tachtig begon hij als dj in zijn geboortestad. Met een lening van zijn ouders kocht hij de apparatuur om te gaan produceren. Op een dag stuurde hij een zelfgemaakte mixtape naar Ferry Maats muziekprogramma Soulshow. Maat was zo enthousiast over zijn mix, dat hij vanaf dat moment de Bond van Doorstarters startte (een wekelijks programmaonderdeel van 15 minuten in zijn muziekprogramma).
Met Sander Hoeke vervaardigde Basoski in 1988 zijn eerste productie onder de naam Baze & Hucke met Pitbull Terror, dat inspeelde op de actualiteit rondom aanvallen door pitbullterriërs. In 1991 had hij voor het eerst succes. Samen met René ter Horst (Chocolate Puma) produceerde hij de plaat Windows onder de naam Sil, die in de clubs populair was. Dit lukte later ook met Villa Ducato. De eigenaar van zijn platenmaatschappij koppelde hem ook aan Erick E (Erick Eerdhuizen), met wie hij onder de naam Pancake samenwerkte. Van dit project werd Don't Turn Your Back on Me een populaire uitgave.
In 1997 startte Basoski de Samplitude-reeks. Deze reeks van ep's omvatte vooral tussen 1997 en 2002 een grote hoeveelheid uitgaven. Verder werkte hij in 1998 eenmalig samen met Armin van Buuren als Wodka Wasters met de plaat Pass the Bottle. In de zomer van 2000 brak hij door in het Verenigd Koninkrijk met de plaat Opium Scumbagz. Deze latin-georiënteerde plaat werd door zijn vriendin ingezongen. 
In 2005 maakte hij het nummer Waterman, dat de 41ste plaats in de Nederlandse Single Top 100 bereikte. Dit was een bewerking van de oude hit Bam Bam van Sister Nancy met als zangeres Michie One. De plaat werd een hit in meer dan 25 landen.
In 2011 werkte Basoski samen met Gregor Salto op de plaat Can't Top the Dutch. Vanaf 2017 zette hij na een tijd van rust de Samplitude-serie voort. Hij maakte ook tracks met Alex van Alff en The Cube Guys.

## Hitlijsten
| Single met eventuele hitnotering(en) in de Nederlandse Top 40 | Datum van verschijnen | Datum van binnenkomst | Hoogste positie | Aantal weken | Opmerkingen                              |
| ------------------------------------------------------------- | --------------------- | --------------------- | --------------- | ------------ | ---------------------------------------- |
| Waterman                                                      | 2005                  | 19-11-2005            | 30              | 3            | met Michie One / Dancesmash op Radio 538 |

## Trivia
- Olav heeft zijn achternaam te danken aan een Poolse voorouder die in de tijd van Napoleon naar Nederland ging.